# Robert Sean Leonard

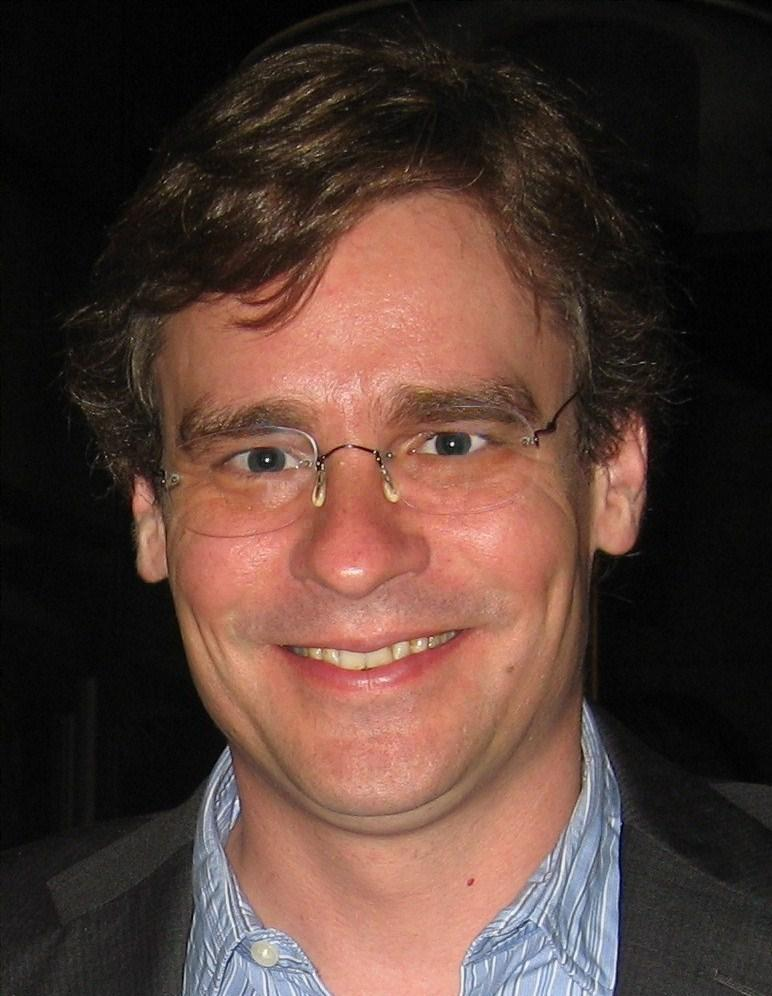
Robert Sean Leonard (2009)

Robert Sean Leonard (* 28. Februar 1969 in Westwood, New Jersey als Robert Lawrence Leonard) ist ein US-amerikanischer Schauspieler. Bekannt ist er vor allem durch seine Rolle als Dr. James Wilson in der Fernsehserie Dr. House und seine Hauptrollen in den Spielfilmen Der Club der toten Dichter (1989; Rolle des Neil Perry) und Swing Kids (1993). Außerdem spielt er regelmäßig in Broadway- und Off-Broadway-Produktionen.

## Leben
Robert Sean Leonard wurde als Robert Lawrence Leonard in Westwood, New Jersey geboren. Seine Eltern Joyce, eine Krankenschwester, und Robert Howard, ein Spanischlehrer, zogen mit ihm nach Ridgewood. Dort absolvierte er die High School, bevor er die Fordham University und die Columbia University besuchte. Da es einen gleichnamigen Schauspieler gibt, nahm er den Namen seines Bruders als Zweitnamen an, um der US-Schauspielergewerkschaft (Screen Actors Guild) beitreten zu können.
Seit 2008 ist er mit Gabriella Salick verheiratet. Die studierte Lehrerin startet seit vielen Jahren als Springreiterin für Israel bei den Olympischen Spielen und trainiert dafür in Deutschland und den Niederlanden. Im Januar 2009 kam ihre gemeinsame Tochter zur Welt.

## Karriere
Robert Sean Leonard hatte sein Schauspieldebüt 1986 im Film The Manhattan Project, in dem auch John Lithgow mitspielte. Anschließend spielte er die Hauptrolle des Teenagers in Liebe mit Biss, der von einem Vampir gebissen und später von Vampirjägern gejagt wird. Seinen Durchbruch hatte Leonard als Neil Perry in dem Kinofilm Der Club der toten Dichter von Regisseur Peter Weir, in dem er an der Seite von Robin Williams und Ethan Hawke zu sehen ist. Danach sah man ihn in Mr. & Mrs. Bridge mit den Oscarpreisträgern Paul Newman und Joanne Woodward, die Leonards Eltern spielten, und Kyra Sedgwick als seiner Schwester.
Für die Riverside Shakespeare Company spielte er von 1990 bis 1991 Off-Broadway den Romeo in Shakespeares Romeo und Juliet. In Dinner für Sechs – Woodstock meets Wallstreet spielte Leonard einen Investmentbanker. 1993 stand er mit Emma Thompson, Keanu Reeves, Denzel Washington, Michael Keaton und Kate Beckinsale in Viel Lärm um nichts, einer Verfilmung der Komödie von William Shakespeare, vor der Kamera. Dabei führte Kenneth Branagh Regie und verfasste selbst das Drehbuch. Im selben Jahr standen die beiden in Swing Kids, einem Film über die Swing-Bewegung im Hamburg der Zeit des Nationalsozialismus, zusammen vor der Kamera. Für ihre Leistung wurden sie zusammen mit Christian Bale und Frank Whaley für den Young Artist Award nominiert.
In Zeit der Unschuld von Martin Scorsese spielt Daniel Day-Lewis seinen Vater, Winona Ryder seine Mutter und Michelle Pfeiffer die Geliebte seines Vaters. 1996 erhielt Leonard die Hauptrolle des ehemaligen Gefängniswärters in Killer – Tagebuch eines Serienmörders, der sich mit einem Serienkiller (verkörpert durch James Woods) anfreundet. Im Jahr 1997 spielte er im Fernsehfilm In der Abenddämmerung von Christopher Reeve, zusammen mit Bridget Fonda, Whoopi Goldberg und Glenn Close mit. Danach folgten 1998 Filme mit Kate Beckinsale in The Last Days of Disco und Kiefer Sutherland in Ground Control.
Im Jahr 2001 sah man ihn zweimal an der Seite von Uma Thurman, in den Filmen Tape (mit Ethan Hawke) von Richard Linklater und Chelsea Walls (mit Vincent D’Onofrio und Steve Zahn) von Ethan Hawke. Im Film Driven spielt er den Bruder und Manager von Jimmy Bly (gespielt von Kip Pardue) mit Sylvester Stallone, Til Schweiger und Burt Reynolds in den Hauptrollen.
Von 2004 bis 2012 war Leonard als Dr. James Wilson in der FOX-Fernsehserie Dr. House zu sehen (in Deutschland auf  RTL ausgestrahlt), der der beste Freund des mürrischen Dr. Gregory House (dargestellt von Hugh Laurie) ist. Von 2013 bis 2014 übernahm Leonard eine Nebenrolle in der Sci-Fi Serie Falling Skies. Dort war er als Dr. Roger Kadar zu sehen.
Leonard wurde in den Jahren 1993, 2001 und 2003 jeweils für einen Tony Award nominiert und erhielt ihn 2001 für seine Rolle als Alfred Edward Housman in Tom Stoppards Theaterstück The Invention of Love.
Leonards deutsche Synchronstimme ist meistens Robert Missler.

## Filmografie
- 1986: My Two Loves
- 1986: Manhattan Project – Der atomare Alptraum (The Manhattan Project)
- 1987: Bluffing It
- 1988: Liebe mit Biss (I was a Teenage Vampire) (My Best Friend Is a Vampire)
- 1989: Der Club der toten Dichter (Dead Poets Society)
- 1990: Mr. & Mrs. Bridge
- 1991: Dinner für Sechs – Woodstock meets Wallstreet (Married to It)
- 1993: A Dog Race in Alaska
- 1993: Swing Kids
- 1993: Viel Lärm um nichts (Much Ado About Nothing)
- 1993: Zeit der Unschuld (The Age of Innocence)
- 1994: Safe Passage
- 1996: The Boys Next Door
- 1996: I Love You, I Love You Not
- 1996: Killer – Tagebuch eines Serienmörders (Killer: A Journal of Murder)
- 1997: In der Abenddämmerung (In the Gloaming)
- 1998: Standoff
- 1998: The Last Days of Disco
- 1998: Ground Control
- 2000: Outer Limits – Die unbekannte Dimension (The Outer Limits, Fernsehserie, 1 Folge)
- 2001: Tape
- 2001: Chelsea Walls
- 2001: Das Iowa Inferno (A Glimpse of Hell, Fernsehfilm)
- 2001: Driven
- 2002: Corsairs
- 2003: A Painted House
- 2004: The I Inside – Im Auge des Todes (The I Inside)
- 2004–2012: Dr. House (House M.D., Fernsehserie, 174 Episoden)
- 2013–2014: Falling Skies (Fernsehserie, 9 Episoden)
- 2013: The Blacklist (Fernsehserie, eine Folge)
- 2014: Good Wife (Fernsehserie, eine Folge)
- 2015–2016: Law & Order: Special Victims Unit (Fernsehserie, 3 Folgen)
- 2017: Blue Bloods – Crime Scene New York (Fernsehserie, Folge Lost Souls)
- 2019: The Good Doctor (Fernsehserie, Folge Claire)
- 2019: The Hot Zone (Fernsehserie, 4 Folgen)
- 2023: The Gilded Age (Fernsehserie)

## Auszeichnungen
- 1993: Tony Award Nominierung als Bester Nebendarsteller für Candida
- 1994: Young Artist Award Nominierung als Bestes junges Schauspielensemble für Swing Kids
- 2001: Tony Award als Bester Nebendarsteller für The Invention of Love
- 2003: Tony Award Nominierung als Bester Nebendarsteller für Long Days Journey into Night